# Bistum Karaganda
Das Bistum Karaganda (lat.: Dioecesis Karagandansis) ist ein römisch-katholisches Bistum (Diözese) in Kasachstan und hat seinen Sitz in der Stadt Karaganda (Qaraghandy) (kasachisch Қарағанды/Qarağandı; russisch Караганда/Karaganda), der Hauptstadt des Gebiets Qaraghandy (Qaraghandy Oblysy).  

## Territorium
Das Bistum umfasst mit 711.300 km² Zentral und Ostkasachstan und zählt ca. 44.000 Katholiken. 
Seit 5. Februar 2011 ist Janusz Kaleta Bischof von Karaganda. Das Amt als Administrator von Atyrau, das er zuvor innehatte, behält er donec aliter provieatur bis auf weiteres bei.
Das Bistum Karaganda bildet mit dem Bistum Almaty (südliche Region, 711.600 km²) und der Apostolischen Administratur Atyrau (westliche Region, 736.100 km²) die Suffraganbistümer der Erzdiözese Astana (Metropolitanbistum). Metropolit und Erzbischof des Erzbistums Astana (nördliche Region, 576.400 km²) ist seit 2003 Tomasz Peta.

## Geschichte

### Errichtung der ersten Administratur
Am 13. April 1991 errichtete Papst Johannes Paul II. mit der Bulle Cum propter populorum in Karaganda die Apostolische Administratur Kasachstan aus dem Apostolischen Vikariat Sibirien. Ihr Verwaltungsbezirk umfasste neben der Republik Kasachstan vorübergehend auch die Gemeinden in Zentralasien: Usbekistan, Tadschikistan, Kirgisistan und Turkmenistan. Am selben Tag wurde Jan Pawel Lenga zum Apostolischen Administrator der Administratur bestellt ernannt.   
Im August 1995 begann die Herausgabe der Zeitschrift „Credo“ in Karaganda. 
Im September 1997 erhielt Usbekistan, Tadschikistan, Kirgisistan und Turkmenistan den Status der „Mission sui juris“.
Am 7. Oktober 1997 wurde in Karaganda offiziell das Priesterseminar „Redemtoris Mater“ eröffnet, das am 16. Juli 1998 nach einer Umstrukturierung in „Maria Mutter der Kirche“ umbenannt wurde. Am 7. April 1998 wurde in Karaganda das erste Kloster der Unbeschuhten Karmelitinnen eröffnet.

### Gründung des Bistums Karaganda
Am 7. Juli 1999 wurde die Apostolische Administratur Kasachstan mit der päpstlichen Bulle Ad aptius consulendum von Johannes Paul II. zum Bistum Karaganda erhoben. Zudem wurden drei neue Apostolische Administraturen gegründet: Astana, Atyrau und Almaty. Bischof Jan Pawel Lenga wurde zum Bischof der Diözese Karaganda ernannt. Damit wurde er zum ersten römisch-katholischen Bischof in Kasachstan in der postsowjetischen Ära, St. Joseph diente als erste Kathedrale.

### Gründung des Metropolitanbistums
Am 17. Mai 2003 wurde die Apostolische Administratur Astana zum Erzbistum der Allerheiligsten Jungfrau Maria zu Astana erhoben und das Bistum Karaganda, zusammen mit der am selben Tag zum Bistum erhobenen Administratur Almaty und der Administratur Atyrau, diesem als Suffraganbistum unterstellt. 
Am 8. April 2006 wurde Pater Athanasius Schneider (ORC) zum Titularbischof von Celerina und Weihbischof im Bistum Karaganda ernannt. Dieses Amt hatte er bis 2011 inne.
Am 5. Februar 2011 ging das Bischofsamt in Karaganda an den Apostolischen Administrator von Atyrau, Bischof Janusz Kaleta über, der von Papst Benedikt XVI. zum neuen Bischof von Karaganda ernannt wurde. Am 3. April 2011 fand seine Amtseinführung statt. Papst Franziskus nahm am 15. Juli 2014 seinen Rücktritt als Bischof von Karaganda an und ernannte am 31. Januar 2015 den bisherigen Administrator von Atyrau, Adelio Dell’Oro, zum neuen Bischof.

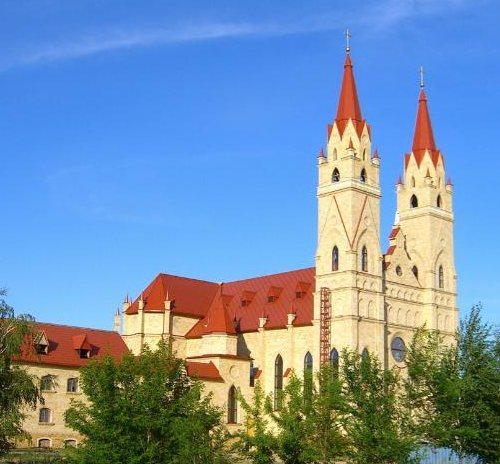
Die neue Kathedrale U.L.F. von Fatima

## Die neue Kathedrale des Bistums Karaganda
Am 3. September 2004 wurde mit dem Bau der 42 Meter hohen Kathedrale „Unsere liebe Frau von Fatima – Mutter aller Nationen“ begonnen. Der Bau wurde durch Spenden finanziert und 2012 abgeschlossen. Kardinal Angelo Sodano, Dekan des Kollegiums der Kardinäle, hat am 9. September 2012 in einem Hochamt die Einweihung vorgenommen.
2009 wurde dem kasachischen Präsidenten Nursultan Nasarbajew ein Modell der Kathedrale überreicht, das seit Ende August 2009 in der Hauptstadt Astana ausgestellt ist.